# Nossa Senhora das Galinhas
Nossa Senhora das Galinhas, também chamada de Madonna das Galinhas (em italiano: Madonna delle Galline) é um título da Virgem Maria, invocada após suas aparições e milagres ocorridos entre os anos 1609 e 1610 em Pagani, na Campânia. Uma grande devoção se desenvolveu desde então e um santuário foi construído no local, tornando-se assim um importante local de peregrinação mariano.

## História

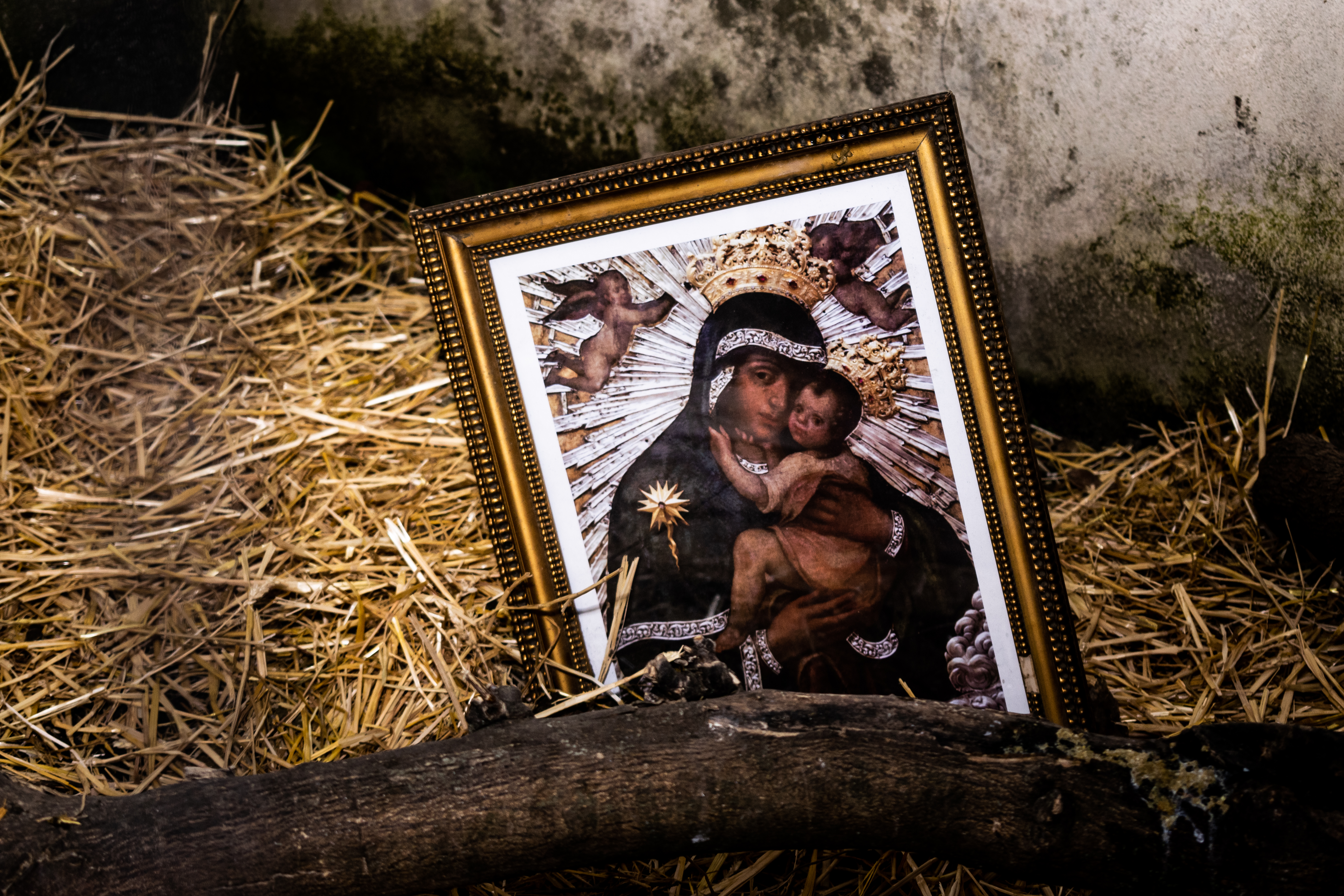
Reprodução do ícone mariano em madeira

A tradição popular conta que um painel de madeira representando Nossa Senhora do Carmo era guardado em uma igreja situada nas montanhas de Tramonti ("entre montanhas"); certa noite, a Virgem Maria fez uma aparição ao sacristão em sonho, pedindo-lhe que dissesse ao padre para consertar a igreja em ruínas, caso contrário, ela iria embora, para uma cidade onde "até as galinhas" a teriam amado. O sacristão relatou tudo ao padre, mas este não levou a sério; as consequências foram graves: houve, de fato, uma forte tempestade, e a lama carregou a pintura rio abaixo, até o território do município de Pagani.  
No século XVI, na oitava da Páscoa, algumas galinhas, ciscando num galinheiro, trouxeram à luz um pequeno painel de madeira.
Diz-se que a imagem realizou oito milagres. Tudo começou em 1609, quando um aleijado, que havia adormecido em frente a um oratório adjacente à antiga paróquia de San Felice, onde o painel encontrado pelas galinhas era guardado, viu a Virgem Maria em seu sono; ela o convidou a se levantar e jogar fora suas muletas porque ele estava curado. O milagre evidente atraiu a atenção geral para o pequeno oratório, e em muito pouco tempo houve novas curas: entre 1609 e 1610, houve outros sete milagres que confirmaram nos fiéis a devoção à "Virgem das Galinhas" dentro e fora do agro nocerino-sarnese.
Decidiu-se então construir uma igreja mais digna para acolher os fiéis, e em 1610 Dom Lunadoro, bispo de Nocera Inferiore-Sarno, afirmou que "graças à ajuda dos devotos, que dão grandes esmolas, começa-se a construir uma igreja muito mais capaz" no local onde as galinhas tinham encontrado o painel. A obra teve de prosseguir muito rapidamente, considerando que Dom Stefano de Vicari, na sua visita pastoral efectuada em 1615, fala de uma igreja recém-construída.

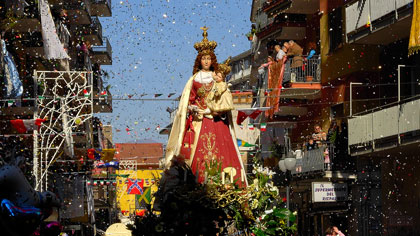
Festa da Madonna delle Galline em Pagani

Devido à deterioração da pintura original, o ícone foi reproduzido em tela e colocada nesta igreja construída para esse fim, nomeadamente o Santuário de Nossa Senhora das Galinhas.
Em agosto de 1786, o bispo diocesano, Monsenhor Benedetto dei Monti Sanfelice, publicou um decreto com o qual o Capítulo da Basílica de São Pedro, no Vaticano, decidiu coroar solenemente a "Madonna delle Galline" em gratidão pela proteção de Maria à população. A cerimônia de coroação ocorreu em 1787.